# Kuskowo-Glinki
Kuskowo-Glinki – wieś w Polsce położona w województwie mazowieckim, w powiecie mławskim, w gminie Strzegowo.
| SIMC    | Nazwa         | Rodzaj    |
| ------- | ------------- | --------- |
| 0126853 | Kuskowo-Bzury | część wsi |

W latach 1975–1998 miejscowość administracyjnie należała do województwa ciechanowskiego.
Obok miejscowości przepływa struga Wisiołka, dopływ Wkry.